# Isaiah Collier

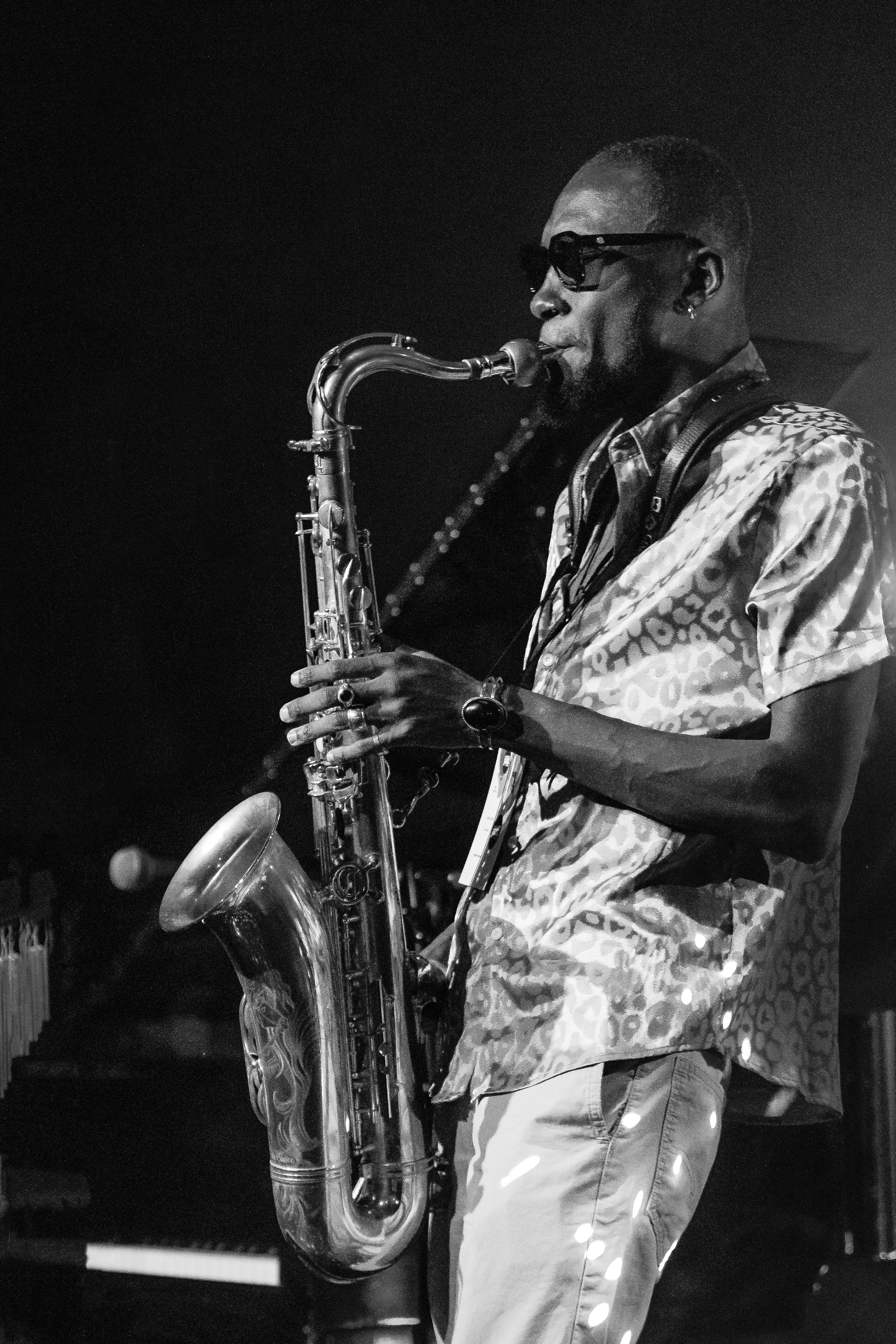
Isaiah Collier auf der Bühne im Jahr 2022.
Bild: Tore Sætre

Isaiah Collier (* 1998) ist ein US-amerikanischer Jazzmusiker (Tenorsaxophon, Komposition, auch Piano, Schlagzeug), der in der Jazzszene Chicagos aktiv ist.

## Leben und Wirken
Collier wuchs in einer musikalischen Familie auf; er sang zuerst im Kirchenchor und spielte zunächst Klavier und Flöte, bevor sein älterer Bruder ihn mit dem Saxophon bekannt machte. Er begann im Alter von elf Jahren Saxophon zu spielen. Einer seiner ersten Musiklehrer war ein Prediger der Heilsarmee im Stadtteil Englewood, der speziell für ihn eine Jazzband gründete. Er besuchte die Chicago Arts High School im Chicagoer Stadtteil Bronzeville. Danach studierte er zwei Jahre am Brubeck-Institut in Stockton, Kalifornien. Zu den Chicagoer Künstlern, die Collier betreuten und beeinflussten, gehören die Pianisten Robert Irving III und John Wright sowie die Saxophonisten James Perkins und Ari Brown.
Erste Auftrittserfahrungen sammelte Collier dann in der Band Die Stadtmusikanten [sic], bevor er in ab Mitte der 2010er-Jahre im Young Masters Quartet von Ernest Dawkins spielte, mit dem erste Aufnahmen entstanden. Mit seiner eigenen Band Isaiah Collier & The Chosen Few legte er 2019 sein Debütalbum Return of the Black Emperor vor. Zu hören ist er (auch als Schlagzeuger) außerdem auf dem Album LIVE von Angel Bat Dawid & Tha Brothahood, das 2019 beim JazzFest Berlin entstand. Mit seiner Band The Chosen Few veröffentlichte er 2020 das Album Cosmic Transitions (Division 81), das er mit dem Pianisten Mike King, dem Bassisten Jeremiah Hunt und dem Drummer Michael Shekwoaga Ode eingespielt hatte. Die Musik des Albums, entstanden am 23. September 2020, dem Geburtsdatum John Coltranes, sei Hardcore-Spiritual-Jazz, ganz im Sinne von Coltranes Werk von 1965/66 sowie späterer Platten von Pharoah Sanders, urteilte Phil Freeman. Zu seinen Haupteinflüssen zählt Collier die Jazztradition des Südens der USA, aber auch von Chicago. 2025 meinte Freemann, er stehe in einer Traditionslinie, die von John Coltrane und Pharoah Sanders über Gary Bartz und Charles Gayle bis hin zu Kamasi Washington reicht … und insbesondere beeinflusst durch Roscoe Mitchell, Ari Brown und Fred Anderson, denn Collier sei nachdrücklich ein Chicagoer Musiker.

## Diskographische Hinweise
- Ernest Dawkins: Coming of Age: Live the Spirit Residency Presents the Young Masters (2016)
- Isaiah Collier & The Chosen Few: Return of the Black Emperor (Good Vibes Only, 2019), mit Cesar Martinez, James Wenzel, Jeremiah Collier, William Kurk[5]
- Isaiah Collier & The Chosen Few: Cosmic Transitions (Division 81, 2020)
- The Kahil El’Zabar Quartet: A Time for Healing (2021)
- I AM: Beyond (2022), mit Michael Shekwoaga Ode
- Angel Bat Dawid: Requiem for Jazz (2023)
- Parallel Universe (Night Dreamer, 2023)
- Isaiah Collier & The Chosen Few: The Almighty (Division 81, 2024)
- Isaiah Collier, William Parker & William Hooker: The Ancients (Eremit, 2025)